# 王集團（香港）
王集團（香港）有限公司，簡稱王集團（香港）（英語：ONG HOLDINGS (H.K.) LIMITED，港交所除牌時0218.HK），在1993年8月5日，由信和證券有限公司更名而來，前身為「偉大發展有限公司」，當時在香港經營證券和房地產業務，當時由馬來西亞王集團有限公司旗下。
由於母公司發生財政問題，在1993年，上海万国证券公司（在1996年7月16日，已被上海申银证券公司合併，也就是申銀萬國證券股份有限公司前身）進行接收該企業，而在8月5日，更名為上海萬國（香港）有限公司（申銀萬國（香港）有限公司前身）。

## 連結
- SYWG.com.hk